# Iossif Adolfowitsch Trachtenberg
Iossif Adolfowitsch Trachtenberg (russisch Иосиф Адольфович Трахтенберг, * 15. Januarjul. / 27. Januar 1883greg.in Melitopol; † 5. September 1960 in Moskau) war ein sowjetischer Wirtschaftswissenschaftler.

## Leben
Trachtenberg studierte an der Universität Tomsk. Zum Abschluss seines Studiums im Jahr 1912 wurde er mit einer Goldmedaille ausgezeichnet. Ab 1914 lehrte er politische Ökonomie an der Universität Charkiw. 1918 veröffentlichte er seine erste Monografie. Außerdem leitete er einige Zeit die ukrainische Zentralverwaltung für Statistik.
Seit 1921 lebte er in Moskau. Er bekleidete wichtige Positionen im Allunionskomitee für Volkswirtschaft, in den Staatlichen Plankommissionen der RSFSR und der UdSSR und im Statistischen Zentralamt. 1922 nahm er als Experte der sowjetischen Delegation an der Konferenz von Genua teil. Von 1921 bis 1949 lehrte er an verschiedenen Moskauer Hochschulen, so ab 1925 an der Lomonossow-Universität.
Seit Anfang der 1930er Jahre arbeitete er an Wirtschafts- und Finanzinstituten in Moskau, zuletzt an dem 1956 gegründeten Institut für Weltwirtschaft und internationale Beziehungen. Zu seinen Forschungsinteressen gehörten Geldkreislauf und Kredit sowie Theorie und Geschichte der Wirtschaftskrisen in kapitalistischen Ländern. Seit 1943 forschte er zusammen mit dem Direktor des Instituts für Weltwirtschaft und Weltpolitik der Akademie der Wissenschaften der UdSSR, Akademiemitglied Eugen Varga, zu den wirtschaftlichen und politischen Folgen des Zweiten Weltkriegs und der Nachkriegsentwicklung. 1954 veröffentlichte Trachtenberg die Monografie Das Geld- und Kreditwesen im Kapitalismus nach dem Zweiten Weltkrieg, die 1956 in Deutsch auch in der DDR erschien. Zu seinen weiteren wichtigen Werken gehört die ebenfalls 1954 veröffentlichte Monografie Kapitalistische Reproduktion und Wirtschaftskrisen, die 1957 auf Deutsch erschien.
1939 wurde Trachtenberg zum Mitglied der Akademie der Wissenschaften der UdSSR gewählt.
Er erhielt den Leninorden und den Orden des Roten Banners der Arbeit.